# Margareta av Huntingdon
Margareta av Huntingdon, född 1145, död 1201, var en hertiginna av Bretagne, gift med hertig Conan IV av Bretagne. 
Hon var dotter till prins Henrik av Skottland, greve av Huntingdon, och Ada de Warenne och syster till kung Malkolm IV av Skottland. Hon gifte sig 1160 med hertig Conan IV av Bretagne (död 1171), 1171 med Humphrey de Bohun, greve av Hereford (död 1181) och 1183 med Sir William fitz Patrick de Hertbur. Hon var mor till hertiginnan Constance av Bretagne. 